# Hedychium hookeri
Hedychium hookeri är en enhjärtbladig växtart som beskrevs av Charles Baron Clarke och John Gilbert Baker. Hedychium hookeri ingår i släktet Hedychium och familjen Zingiberaceae. Inga underarter finns listade i Catalogue of Life.